# Beauty and the Beach
Beauty and the Beach è un cortometraggio del 1941 diretto da Leslie M. Roush.

## Trama
Cortometraggio della serie Paramount Headliner (numero interno A1-1), è stato girato a Jones Beach. Presenta uno sfondo di belle ragazze, costumi da bagno e l'oceano. Johnny Long e la sua Orchestra forniscono la musica per cinque canzoni, tra cui "Kiss the Boys Goodbye". Helen Young e Bob Huston forniscono la voce.

## Conosciuto anche come
- USA (titolo della serie): Paramount Headliner: Beauty and the Beach

## Riconoscimenti
- Nomination Oscar al miglior cortometraggio[1]